# Mossabergets naturreservat
Mossabergets naturreservat är ett naturreservat i Laxå kommun i Örebro län.
Området är naturskyddat sedan 2022 och är 212 hektar stort. Reservatet ligger sydost om Tiveds kyrka och består av glesa tallskogar på lavklädda hällmarker och fuktigare granskogsmiljöer i sprickdalarna.